# Мостяк
Мостяк — река в России, протекает в Ульяновской области. Устье реки находится в 20 км по левому берегу реки Избалык. Длина реки составляет 28 км.
У истока реки находятся села Новый Мостяк и Старый Мостяк.

## Данные водного реестра
По данным государственного водного реестра России относится к Нижневолжскому бассейновому округу, водохозяйственный участок реки — Терешка от истока и до устья, речной подбассейн реки — подбассейн отсутствует. Речной бассейн реки — Волга от верховий Куйбышевского вдхр. до впадения в Каспий.
Код объекта в государственном водном реестре — 11010001912112100010479.